# Simon Károly (formatervező)
Simon Károly (Gyula, 1941. december 18. – Budapest, 2017. március 5.) ipari formatervező, művészetpedagógus. A Moholy-Nagy Művészeti Egyetem Doktori Iskolájának témavezetője. A Magyar Művészeti Akadémia tagja (2007).

## Életútja
1961 és 1966 között végezte a Magyar Iparművészeti Főiskola szerszám- és gépipari tervező szakát, mesterei: Dózsa Farkas András, Lengyel István, Németh Aladár. 1968-ban miniszteri dicséretben részesült. 1984 és 1992 között a Magyar Iparművészeti Főiskola Mesterképző Intézetének műteremvezetője, igazgatóhelyettese, majd igazgatója volt. 1992-ben a DLA tudományos fokozat megszerzésével egyidejűleg kinevezték egyetemi tanárnak. 1993-tól 2001-ig a Magyar Iparművészeti Főiskola Formatervezési Tanszékének tanszékvezető egyetemi tanára. 2001 és 2006 közt az Iparművészeti Múzeum főigazgatója. A MOME Doktori Iskolájának ma is témavezetője, hallgatói közül 2003 és 2010 közt négy fő érte el az iparművészet témakörben a DLA fokozatot. Haláláig három jelölt témavezetője.

## Kiállításai (válogatás)[5]

### Egyéni
- Formafejlesztés 1966–92, Tölgyfa Galéria, Budapest

### Csoportos
- Design '68, Műcsarnok, Budapest (1968)
- Művész az iparban, Műcsarnok, Budapest (1973)
- Jubileumi Iparművészeti kiállítás, Műcsarnok, Budapest (1975)
- A tervezés értékteremtés. Országos Iparművészeti kiállítás, Műcsarnok, Budapest (1983)
- Ferenczy-Díjasok 1992–93,[6] Árkád Galéria (MKISZ), Budapest (2007).

## Tudományos tisztség
- A Moholy-Nagy László formatervezési ösztöndíjbizottság tagja (1986–1990).
- A Nemzeti Kulturális Alapprogram iparművészeti szakmai kollégiumának elnöke (1996–99).

## Legjelentősebb munkáiból
- 16 csatornás elektroencephalográf (1966)
- Csúcserőmű gázturbinás generátora (1970–71, Budapest-Kelenföld)
- 5000 LE-s villamosmozdony, MÁV V63 (1971–76)
- LIBIA-SIRTE Erőmű forma- és gépészeti tervei (1974–75)
- Építőegység-rendszerű motorsorozat (1972–77)
- 7000 kW-os szinkronmotor (1977)
- Elektrokardiográf-család (1978)
- Hordozható 1 csatornás µP-os EKG (1982)
- 3 és 6 csatornás µP-os EKG (1983)
- HÉV Forgalomirányító Központ (1983–84, Budapest-Békásmegyer)
- 8 csatornás µP-os EKG (1985)
- Hordozható 3 csatornás EKG (1986)
- Nagyvasúti Diszpécserközpont (1986–88, Dombóvár)
- GYSEV Diszpécserközpont (1987, Sopron)
- 3 és 6 csatornás EKG-család (1989–90)
- Hordozható elektrokardiológiai termékcsalád (1993–95)
- Forgalomirányító Központ (1996–97, Hegyeshalom)
- COMBI-X típusú röntgenberendezés (1998)
- EEG-erősítőegység

## Társasági tagság
- A Magyar Képzőművészek és Iparművészek Szövetsége Ipari Formatervező Szakosztályának titkáraként (1986–1990), majd elnökhelyetteseként (1990–92) működött.
- A Zsennyei Nemzetközi Formatervező Műhely szervezőbizottságának tagja (1978–1990).

## Díjai, elismerései
- Budapesti Nemzetközi Vásár Nagydíja (1975, 1983, 1985);
- Művelődési Minisztérium Nívódíja (1978, 1989);
- Formatervezési Nívódíj (1980, 1986, 1991);
- Dózsa Farkas András-díj (1989);
- Ferenczy Noémi-díj (1992)[4]
- A Magyar Érdemrend tisztikeresztje (2012)

## Külső hivatkozások
- Simon Károly ipari formatervező